# Список опер Йозефа Гайдна
Композитор Франц Йозеф Гайдн является автором 24 опер, написанных в 70-х — 80-х годах XVIII века. Гайдн возглавлял труппу придворного театра князя Николая Эстерхази, показывавшего до 150 постановок в год. Многие из поставленных опер принадлежат самому Гайдну. Сейчас исполняются редко.
Список составлен хронологически.
| Дата                        | Название                                                           | Hob.  | Жанр                   | Количество частей | Либретто |
| --------------------------- | ------------------------------------------------------------------ | ----- | ---------------------- | ----------------- | --- |
| 1762 пересмотрена 1773/1774 | Алкид и Галатея (итал. Alcide e Galatea)                           | 28/1  | Festa teatrale         | 1 акт             | Дж.А. Мильявакка                                                                                             |
| 1766                        | Певица (итал. La canterina)                                        | 28/2  | Музыкальное интермеццо | 2 акта            | |
| 1763?                       | Маркиза-мушмула (итал. La marchesa nespola)                        | 30/1  | Комедия                |                   | |
| 1768                        | Аптекарь (итал. Lo speziale)                                       | 28/3  | Dramma giocoso         | 3 акта            | Карло Гольдони, переработано Карлом Фрибертом?                                                               |
| 1769                        | Рыбачки (итал. Le pescatrici)                                      | 28/4  | Dramma giocoso         | 3 акта            | Карло Гольдони, переработано Карлом Фрибертом?                                                               |
| 1773                        | Разочарованная неверность (итал. L'infedeltà delusa)               | 28/5  | Burletta per musica    | 2 акта            | Марко Кольтеллини, переработано Карлом Фрибертом?                                                            |
| 1773                        | Филемон и Бавкида (нем. Philemon und Baucis)                       | 29b/2 | Зингшпиль              | 1 акт             | Готтлиб Пфеффель                                                                                             |
| 1775                        | Неожиданная встреча (итал. L'incontro improvviso)                  | 28/6  | Dramma giocoso         | 3 акта            | Карл Фриберт, по фр. La rencontre imprévue Луи Данкура                                                       |
| 1777                        | Лунный мир (итал. Il mondo della luna)                             | 28/7  | Dramma giocoso         | 3 акта            | Карло Гольдони                                                                                               |
| 1779                        | Истинное постоянство (итал. La vera costanza), пересмотрена в 1785 | 28/8  | Dramma giocoso         | 3 акта            | Франческо Путтини                                                                                            |
| 1779                        | Необитаемый остров (итал. L'isola disabitata)                      | 28/9  | Azione teatrale        | 2 части           | Пьетро Метастазио                                                                                            |
| 1780                        | Вознагражденная верность (итал. La fedeltà premiata)               | 28/10 | Dramma giocoso         | 3 акта            | по L'infedeltà fedele Джамбаттиста Лоренци                                                                   |
| 1782                        | Орланд паладин (итал. Orlando paladino)                            | 28/11 | Dramma eroicomico      | 3 акта            | Нунциато Порта по Le pazzie d'Orlando Карло Франческо Бадини, по мотивам Неистового Орланда Лудовико Ариосто |
| 1783                        | Армида (итал. Armida)                                              | 28/12 | Dramma eroico          | 3 акта            | по Освобожденному Иерусалиму Торквато Тассо                                                                  |